# 珀金斯鎮區 (緬因州)
珀金斯鎮區（英語：Perkins Township）是位於美國緬因州薩加達霍克縣的一個未組織地區。

## 地方資料
珀金斯鎮區的面積為9.70平方千米，當中陸地面積為5.80平方千米，而水域面積為3.90平方千米。根據2020年美國人口普查的數據，當地共有人口0人，而人口密度為每平方千米0人。